# Helicoverpa rama
Helicoverpa rama är en fjärilsart som beskrevs av Bhattacherjee och Gupta 1972. Helicoverpa rama ingår i släktet Helicoverpa och familjen nattflyn. Inga underarter finns listade i Catalogue of Life.